# Vérxina (Vorónej)
|  | Per a altres significats, vegeu «Vérxina». |

Vérxina (en rus: Вершина) és un poble (un khútor) de l'óblast de Vorónej, a Rússia, segons el cens del 2010 tenia 20 habitants.